# Manuel Osborne-Paradis
Pour les articles homonymes, voir Paradis (homonymie) et Osborne.
Manuel Osborne-Paradis, né le 8 février 1984 à North Vancouver, est un skieur alpin canadien s'illustrant uniquement dans les disciplines de vitesse (descente et super-G). Au cours de sa carrière, il a pris part aux Jeux olympiques d'hiver de 2006 à Turin où sa meilleure performance est une 13e place dans la descente et à trois autres éditions en 2010, 2014 et 2018, il également prend part à sept éditions des Championnats du monde, où il remporte une médaille de bronze en super-G en 2017, enfin, il compte en Coupe du monde onze podiums dont trois victoires, dont la première a été obtenue en super G à Lake Louise en novembre 2009, son premier podium étant une deuxième place acquise dans la même station canadienne en novembre 2006. Auparavant, il a été médaillé d'argent aux Championnats du monde junior en 2004 en super G.

## Biographie

### Débuts
Né au Canada, Manuel Osborne-Paradis apprend à skier dans la station de Whistler. Il participe à sa première course FIS le 16 décembre 1999, lors d'un slalom géant à Panorama où il prend la 51e place, puis la même année à la Coupe d'Amérique du Nord (antichambre de la Coupe du monde) le 29 février 2000 à Whistler avec un super G (43e). En 2002, il participe à ses premiers Championnats du monde juniors à Tarvisio, il prend la 42e place en descente et la 38e en super G. Il renouvelle cet évènement à Serre Chevalier l'année suivante où il rate le podium en descente pour trois centièmes (5e, épreuve remportée par Daniel Albrecht) et prend la 28e place en super G. En 2004, il participe à ses troisièmes Championnats du monde juniors à Maribor, il prend la 26e place en descente avant de remporter la médaille d'argent en super G, il termine avec la 35e place en géant et un abandon en slalom.
Lors de la saison 2005, il fait ses grands débuts en Coupe du monde lors de la descente de Chamonix où il rentre directement dans les points avec une 14e place le 8 janvier 2005, suit ensuite la descente de Wengen avec une 26e place. Il est alors sélectionné par l'équipe du Canada pour participer aux Championnats du monde 2005 de Bormio. En combiné, il prend la 17e place et troisième canadien derrière John Kucera (9e) et François Bourque (10e) (Erik Guay a abandonné dans cette épreuve). Deux jours plus tard, il dispute la descente où il prend la 19e place et deuxième canadien derrière Kucera (16e) mais devant Erik Guay (22e) et Jeff Hume.

### Premiers Jeux olympiques et podiums en Coupe du monde
En 2006, il axe sa saison à l'instar des autres skieurs sur les Jeux olympiques d'hiver de 2006 de Turin. Il intègre cette année-là le groupe du Canada de la descente et du super G de la Coupe du monde. Il rentre à plusieurs reprises dans les points (c'est-à-dire dans les 30 premiers d'une épreuve) avant l'évènement olympique dont une 12e place en descente à Val d'Isère (sa meilleure performance). Aux Jeux olympiques de 2006 disputés dans la station italienne de Sestrières, il dispute la descente qu'il termine à une 13e place et meilleur canadien devant Bourque (16e) et Kucera (27e). Inscrit au combiné olympique, il ne prendra cependant pas le départ.
Lors de la saison 2007, lors de sa première épreuve de la saison en Coupe du monde, il réussit à monter sur un podium lors de la descente de Lake Louise le 25 novembre 2006, il termine à 5 centièmes seulement du vainqueur Marco Büchel et est accompagné sur la troisième marche par Peter Fill. Ceci lance parfaitement sa saison et il peut prétendre à une victoire, il réalise plusieurs top-10 en descente au cours de la saison (5e à Val Gardena, 3e à Val d'Isère derrière Pierre-Emmanuel Dalcin et E. Guay et 7e à Garmisch-Partenkirchen). Ayant monté sur deux podiums, il termine la saison sur une 12e place au classement de la descente et 38e au général. Entre-temps, il participe à ses deuxièmes Championnats du monde, à Åre, où il dispute uniquement la descente au cours de laquelle il prend la 9e place et troisième canadien derrière Jan Hudec (2e) et Erik Guay (4e), seul Kucera est derrière lui avec une 31e place.
Lors de la saison 2008, il s'affirme comme l'un des meilleurs descendeurs du circuit, il y collectionne les places d'honneurs dans le top-10 au cours de la saison (6e à Val Gardena, nouveau podium à Wengen avec une 3e place derrière Bode Miller et Didier Cuche, 5e à Chamonix, puis 4e et 5e lors des deux descentes de Kvitfjell). Ces bonnes performances en descente lui permettent en fin de saison d'occuper le 6e rang du classement de la descente.

### Trois fois vainqueur en Coupe du monde 2009 et 2010
En 2009, il manque son début de saison avant de se reprendre à Val Gardena avec son quatrième podium de sa carrière (toujours en descente) où il termine 3e derrière Michael Walchhofer et Miller. En janvier, il passe près d'un nouveau podium à Wengen avec une 5e place. Malgré des résultats en dents de scie en descente, il fait partie des prétendants aux médailles aux Championnats du monde 2009 à Val d'Isère, mais abandonne sur ses deux courses qu'il dispute. Il obtient deux autres podiums en fin de saison à Kvitfjell, dont un succès sur la première descente.
Osborne-Paradis, motivé par l'échéance des Jeux olympiques, bat d'entrée les stars Autrichiennes Benjamin Raich et Michael Walchhofer pour devenir vainqueur de son premier et seul super G en Coupe du monde à Lake Louise. Ensuite, c'est en descente qu'il se met le plus en avant, gagnant sur la piste de Val Gardena devant Mario Scheiber, puis terminant deuxième à Wengen, ce qui contribue à sa quatrième position au classement de la spécialité, le meilleur de sa carrière.
Lors des Jeux olympiques d'hiver de 2010 qui se déroulent chez lui à Whistler, il ne surfe pas sur la vague de succès des athlètes canadiens, finissant la descente au 17e rang.

### Blessure et retour au plus haut niveau
Osborne-Paradis n'a pas pu prendre part aux Mondiaux 2011 à la suite d'une lourde chute lors d'une descente de Coupe du monde, qui lui a causé de multiples blessures, notamment au niveau du genou. Il ne peut défendre ses chances non plus lors de l'hiver 2011-2012.
Le Canadien revient proche de son niveau d'antan, pour revenir dans les points en Coupe du monde en 2013 et 2014 et s'installer de nouveau dans le top vingt mondial en descente. En 2014, il prend part aux Jeux olympiques de Sotchi, mais sans réussite se classant 25e en descente et 24e en super G. Lors de la saison suivante, il continue sa reconquête, retrouvant le goût du podium cinq après son dernier en terminant deuxième de la descente de Lake Louise, à égalité avec Guillermo Fayed, et à 14 centièmes du vainqueur Kjetil Jansrud. Quelques mois plus tard, il ajout un onzième podium en Coupe du monde à son palmarès en terminant deuxième de la descente de Kvitfjell, derrière Hannes Reichelt.
Sur cette piste de Kvitfjell, il signe encore d'autres résultats significatifs, arrivant quatrième de la descente en 2017 et du super G en 2018. Il est aussi quatrième de la descente à Aspen en 2017, saison où il établit son meilleur classement général de la Coupe du monde depuis 2010 avec la 29e position.
Si aux Championnats du monde 2015, sa compétition s'est soldée par un échec, il remporte la médaille qui lui manquait aux Championnats du monde 2017 à Saint-Moritz, décrochant le bronze sur le super G, qui est gagné par son compatriote Erik Guay.

### Fin de carrière
En 2018, pour sa dernière saison active dans le circuit mondial, il se rend à Pyeongchang pour ses quatrièmes jeux olympiques, qui le voit signer son deuxième meilleur résultat avec le quatorzième rang à la descente.
À l'entraînement pour la descente de Lake Louise en ouverture de sa saison 2018-2019, il chute et se blesse sévèrement à la jambes, avec de multiples fractures. Tentant de revenir en compétition, il décide en 2020 de raccrocher les skis, à court d'énergie et de motivation.

## Palmarès

### Jeux olympiques d'hiver
| Épreuve / Édition   | Descente | Super G | Géant | Slalom | Combiné     |
| JO 2006 Turin       | 13e      | 20e     | -     | -      | Non-partant |
| JO 2010 Vancouver   | 17e      | Abandon | -     | -      | -           |
| JO 2014 Sotchi      | 25e      | 24e     | -     | -      | -           |
| JO 2018 Pyeongchang | 14e      | 22e     | -     | -      | Abandon     |

### Championnats du monde
| Épreuve / Édition               | Descente | Super G | Géant | Slalom | Combiné |
| Mondiaux 2005 Bormio            | 19e      | -       | -     | -      | 17e     |
| Mondiaux 2007 Åre               | 9e       | -       | -     | -      | -       |
| Mondiaux 2009 Val d'Isère       | Abandon  | Abandon | -     | -      | -       |
| Mondiaux 2013 Schladming        | 18e      | 16e     | -     | -      | -       |
| Mondiaux 2015 Vail-Beaver Creak | 21e      | Abandon | -     | -      | -       |
| Mondiaux 2017 Saint-Moritz      | 31e      | Bronze  | -     | -      | -       |

### Coupe du monde
- Meilleur classement général : 16e en 2010.
- 11 podiums (10 en descente et 1 en super G), dont 3 victoires.

#### Détail des victoires
| Édition / Épreuve | Descente    | Super G     | Total |
| 2009              | Kvitfjell   |             | 1     |
| 2010              | Val Gardena | Lake Louise | 2     |
| Total             | 2           | 1           | 3     |

#### Classements en Coupe du monde
| Année/Classement | Année/Classement | Général | Général | Descente | Descente | Slalom | Slalom | Slalom géant | Slalom géant | Super G | Super G | Combiné | Combiné |
| ---------------- | ---------------- | ------- | ------- | -------- | -------- | ------ | ------ | ------------ | ------------ | ------- | ------- | ------- | ------- |
| Année/Classement | Année/Classement | Class.  | Points  | Class.   | Points   | Class. | Points | Class.       | Points       | Class.  | Points  | Class.  | Points  |
| 2005             | 2005             | 93e     | 36      | 37e      | 36       | -      | -      | -            | -            | 50e     | 4       | -       | -       |
| 2006             | 2006             | 77e     | 61      | 29e      | 50       | -      | -      | -            | -            | 45e     | 1       | 40e     | 10      |
| 2007             | 2007             | 38e     | 241     | 12e      | 241      | -      | -      | -            | -            | -       | -       | -       | -       |
| 2008             | 2008             | 32e     | 297     | 6e       | 266      | -      | -      | -            | -            | 33e     | 31      | -       | -       |
| 2009             | 2009             | 25e     | 347     | 5e       | 323      | -      | -      | -            | -            | 30e     | 24      | -       | -       |
| 2010             | 2010             | 16e     | 453     | 4e       | 281      | -      | -      | -            | -            | 9e      | 172     | -       | -       |
| 2011             | 2011             | 58e     | 126     | 28e      | 80       | -      | -      | -            | -            | 27e     | 46      | -       | -       |
| 2013             | 2013             | 43e     | 165     | 13e      | 143      | -      | -      | -            | -            | 30e     | 22      | -       | -       |
| 2014             | 2014             | 41e     | 208     | 18e      | 150      | -      | -      | -            | -            | 27e     | 58      | -       | -       |
| 2015             | 2015             | 33e     | 246     | 14e      | 186      | -      | -      | -            | -            | 25e     | 60      | -       | -       |
| 2016             | 2016             | 54e     | 191     | 21e      | 153      | -      | -      | -            | -            | 33e     | 38      | -       | -       |
| 2017             | 2017             | 29e     | 290     | 11e      | 220      | -      | -      | -            | -            | 20e     | 70      | -       | -       |
| 2018             | 2018             | 41e     | 177     | 17e      | 125      | -      | -      | -            | -            | 24e     | 52      | -       | -       |

### Championnats du monde junior
| Épreuve / Édition | Tarvisio 2002 | France 2003 | Maribor 2004 |
| Descente          | 42e           | 5e          | 26e          |
| Slalom            | -             | -           | Abandon      |
| Slalom géant      | -             | -           | 35e          |
| Super G           | 38e           | 28e         | Argent       |

### Coupe nord-américaine
- 3 victoires.

### Championnats du Canada
- Champion de la descente en 2010 et 2013.
- Champion du super G en 2016.